# Jemima West
Jemima West, née le 11 août 1987 à Paris, est une actrice franco-britannique.

## Biographie

### Carrière
Jemima West commence très tôt sa carrière de comédienne puisqu'elle n'a que 22 ans lorsqu'elle apparait dans la série Joséphine, ange gardien.
C'est avec son rôle dans le film Jeanne d'Arc en 1999 que sa vocation pour le cinéma se déclare.
Elle joue 5 ans plus tard dans le court-métrage de Maïwenn I'm an Actrice puis dans de nombreux téléfilms français (Madame le Proviseur, ...) ou canadiens (La Compagnie des glaces).
Elle décroche un rôle récurrent dans 15/A, une série canadienne. Elle se double elle-même en français, étant parfaitement bilingue.
En 2007, elle joue dans le clip de Tony Parker First Love. C'est son rôle dans la série télévisée Maison close diffusée sur Canal+ qui la fait connaître du grand public. Elle y incarne Rose, jeune fille qui débarque à Paris à la fin du XIXe siècle et se retrouve enrôlée dans un bordel. La série sera renouvelée pour une deuxième saison, diffusée début 2013 sur Canal+. Cette même année, Jemima est membre du jury courts métrages du Festival de Gérardmer.
En 2009, elle apparaît dans le clip du groupe Agop Leave this town. Et en 2010, dans le clip du groupe américain AFI Beautiful Thieves.
Jemima a également tenu un rôle dans la saison 2 de The Borgias
En juin 2012, elle rejoint le casting du film The Mortal Instruments: City of Bones, édité en France sous le titre La Coupe mortelle de la série La Cité des ténèbres par Cassandra Clare, dans lequel elle joue Isabelle « Izzy » Lightwood. Le film est sorti le 16 octobre 2013.

## Filmographie

### Cinéma
- 1998 : Jeanne d'Arc : Une fille
- 2004 : I'm an Actrice (Court-métrage) : Une fille au casting
- 2009 : King Guillaume : Une élève anglaise
- 2011 : La morte amoureuse (Court-métrage) : Marguerite des Ravalets
- 2012 : Les Lignes de Wellington : Maureen
- 2012 : JC comme Jésus Christ : Jemina
- 2013 : Des éclats de verre (Court-métrage) : Sandra
- 2013 : The Mortal Instruments : La Cité des ténèbres : Isabelle « Izzy » Lightwood
- 2014 : United Passions : Annette Rimet
- 2015 : Kidnapping Mr. Heineken de Daniel Alfredson : Sonja Holleeder
- 2022 : Sans répit de Régis Blondeau : commandant Agathe

### Télévision
- 2006 : 15/A (15/Love) (série télévisée) : Cassidy Payne
- 2007 : R.I.S Police scientifique (série télévisée) : Chloé Muller
- 2007 : Éternelle (série télévisée) : Carla
- 2008 : Grand Star (série télévisée) : Solveg
- 2008 : Ben et Thomas (série télévisée) : Liselott Karlsson
- 2009 : Camping Paradis (série télévisée) : Shirley
- 2009 : Joséphine, ange gardien (série télévisée) : Pauline
- 2010-2013: Maison close (série télévisée) : Rose
- 2011 : Demain je me marie (Téléfilm) : Emily
- 2012 : The Borgias de Neil Jordan (série télévisée) : Vittoria
- 2012 : As Linhas de Torres Vredas (série télévisée) : Maureen
- 2012 : Paradis criminel (Téléfilm) : Louisa
- 2014-2015 : Indian Summers (série télévisée) : Alice Whelan
- 2016 : Les enquêtes de Morse - ép.#3.1 (série télévisée) : Kay Belborough
- 2018 : Les enquêtes de Vera - S8 Ep4 (série télévisée) : Laura Halcombe